# Casa de Viseu
A Casa de Viseu, também conhecida como Casa do Distrito de Viseu do Rio de Janeiro,  é uma instituição luso-brasileiras que representa perante a comunidade os costumes do Distrito de Viseu, trazendo os cantares e as danças típicas.
Em 15 de julho de 1966, durante uma festa de casamento, um grupo de naturais do Concelho do Sátão idealizou ter um local onde pudessem reunir-se. Assim, surgia a Casa do Distrito de Viseu, cujo primeiro prédio começou a ser edificado em dezembro daquele ano. Depois, antes de completar um ano, surgia no dia 11 de junho de 1967, o Rancho Folclórico. Em dezembro daquele mesmo ano foi lançada a pedra fundamental de sua sede social e realizava sua primeira festa, à qual estiveram presentes autoridades e boa parte da comunidade Luso-brasileira.
Desde a sua fundação, a Casa do Distrito de Viseu sempre apresentou-se como uma verdadeira embaixada da região e inúmeras foram as suas conquistas, como um parque aquático, um rancho infantil, uma nova sede social, um ginásio poliesportivo, a Sede Campestre com mais de 150.000 m² e capela de Na. Sra. da Conceição.
Em 1981, já na presidência do Sr. João Pereira Queiróz, seu Rancho definitivamente adotava as danças, trajes e cantares do folclore do Distrito e, em 1989, a autenticidade conservada e solidificada fez com que fosse reconhecido e aceito como membro efetivo da Federação do Folclore de Portugal. Rancho Folclórico esteve por diversas ocasiões em Portugal e em outros países.
Em 21 de outubro de 2008, a Casa de Viseu foi considerada de utilidade pública municipal pelos vereadores do Rio de Janeiro.

## Sede Campestre

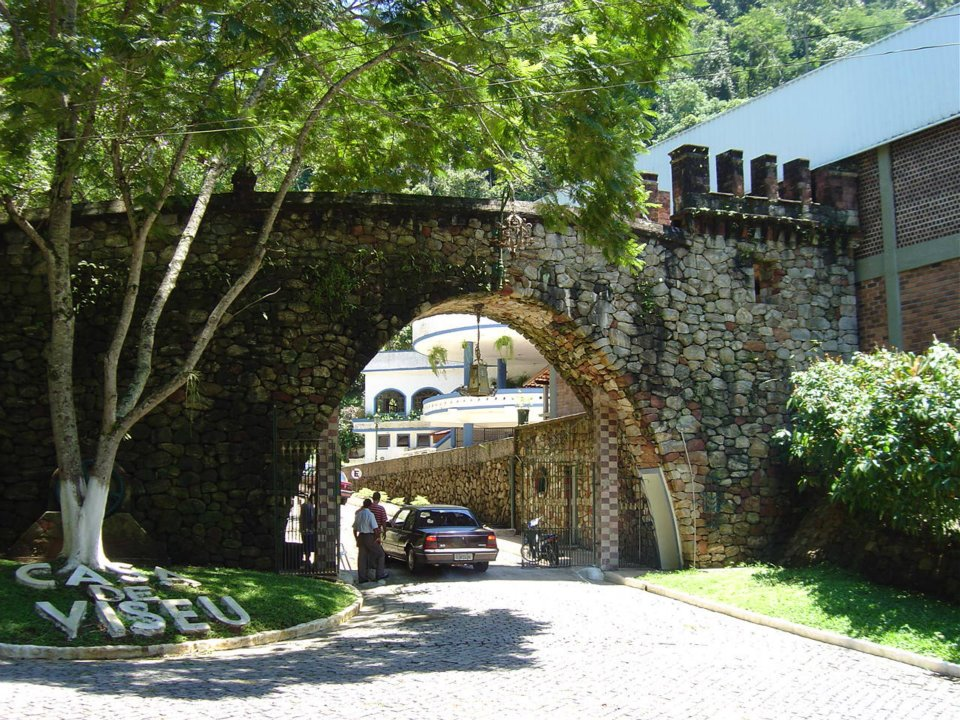
Entrada da Sede Campestre da Casa de Viseu

A Sede Campestre está situada no município de Guapimirim, distante 60 quilômetros do Rio de Janeiro, sua entrada faz lembrar a de um castelo medieval, com uma agradável atmosfera de ar de montanha, muito verde e muita tranquilidade. O local possui restaurante e bar, além de áreas de lazer com um parque aquático. A sede preserva o espírito das tradições lusitanas entre as duas pátrias irmãs: Brasil e Portugal.
A Casa do Distrito de Viseu recebe agrupamentos em suas instalações como grupos de folclore, de teatro, bandas de música, orfeões e tunas universitárias vindas de Portugal, de outros estados brasileiros, e autoridades.
A Casa de Viseu em Guapimirim é um destino que combina história, cultura e lazer de forma harmoniosa.

## Rancho Folclórico

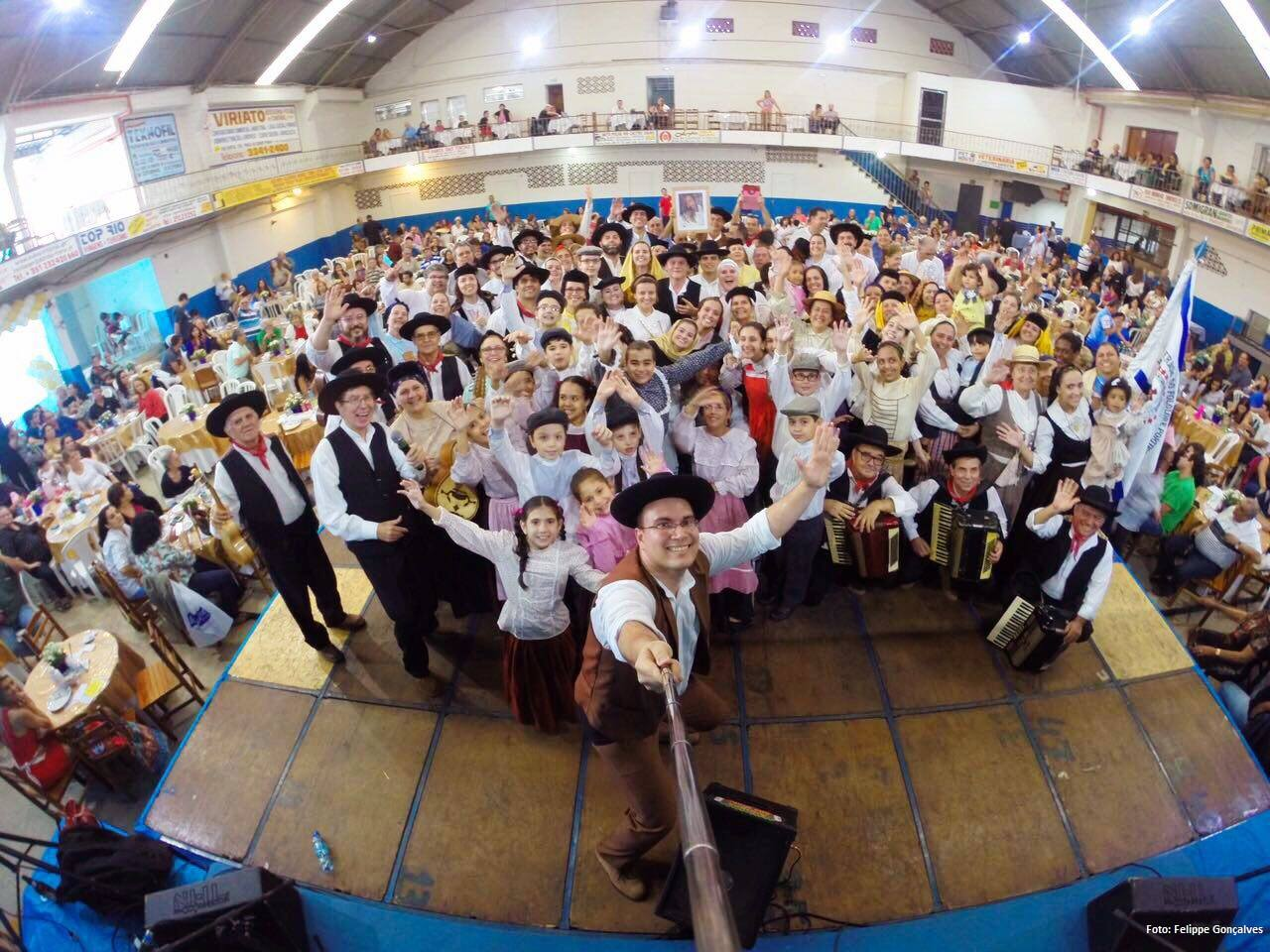
Ranchos Folclóricos da Casa de Viseu

Em 11 de junho de 1967, antes mesmo de completar-se um ano da fundação da Casa de Viseu, percebeu-se a necessidade da formação de um grupo que, em suas festas típicas, representasse um pouco das danças e dos cantares da terra natal, surgiu o Rancho Folclórico adulto da Casa de Viseu, tendo como seus padrinhos: a cantora Olivinha Carvalho e Lima Abreu, este último um grande incentivador do folclore português.
Nos primeiros anos de sua existência, o Rancho consistia basicamente em um grupo revisteiro que representava canções populares de norte a sul de Portugal. Com o objetivo de proporcionar aos mais novos a oportunidade de praticar e preservar as tradições lusas foi fundado em 11 de junho de 1978, o Rancho Folclórico Mirim da Casa de Viseu.

## Municípios que a Casa de Viseu representa os costumes, os cantares e as danças típicas.

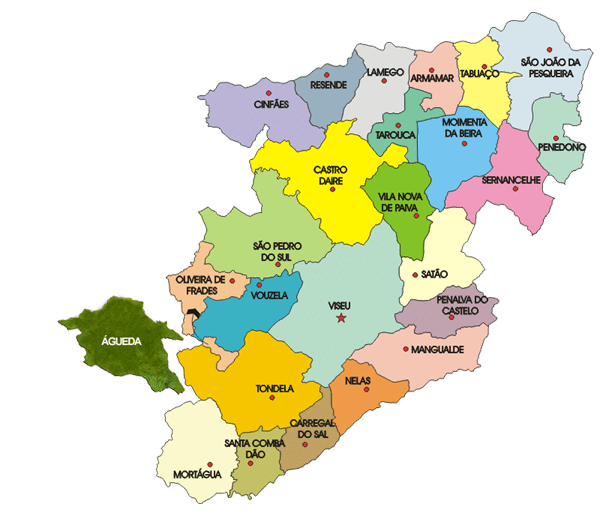
Municípios Casa de Viseu

| Câmara Municipal de Águeda                |
| Câmara Municipal de Armamar               |
| Câmara Municipal de Carregal do Sal       |
| Câmara Municipal de Castro Daire          |
| Câmara Municipal de Cinfães               |
| Câmara Municipal de Lamego                |
| Câmara Municipal de Mangualde             |
| Câmara Municipal de Moimenta da Beira     |
| Câmara Municipal de Mortágua              |
| Câmara Municipal de Nelas                 |
| Câmara Municipal de Oliveira de Frades    |
| Câmara Municipal de Penalva do Castelo    |
| Câmara Municipal de Penedono              |
| Câmara Municipal de Resende               |
| Câmara Municipal de Santa Comba Dão       |
| Câmara Municipal de São João da Pesqueira |
| Câmara Municipal de São Pedro do Sul      |
| Câmara Municipal de Sátão                 |
| Câmara Municipal de Sernancelhe           |
| Câmara Municipal de Tabuaço               |
| Câmara Municipal de Tarouca               |
| Câmara Municipal de Tondela               |
| Câmara Municipal de Vila Nova de Paiva    |
| Câmara Municipal de Viseu                 |
| Câmara Municipal de Vouzela               |